# Charoides pulla
Charoides pulla là một loài bọ cánh cứng trong họ Cerambycidae.